# 船戶百合繪
船戶百合繪（日语：／ Funato Yurie，1994年9月18日—）是日本的女性聲優，埼玉縣出身。隸屬於Amuse。

## 人物
2017年5月為聲優團體「Purely Monster」的初期成員，2018年5月1日，為了治療右腳下腿骨骨折及靭帶損傷，於4月末從Purely Monster畢業，同時暫停所有工作，並離開Holy Peak恢復自由身。之後由於治療順利而決定再次返回聲優界。
2019年1月加入Amuse。

## 演出作品
※粗體字為主要角色。

### 電視動畫
2016年
- 夢幻慶典（女子）

2017年
- 人馬小姐不迷茫（下池撫子、水人女子）

2019年
- 動畫之卵2019「Hello WeGo!」（惠理）
- 八月的棒球甜心（女子B、向月高中隊員、椎名由香里）
- 放學後桌遊俱樂部
- 我不是說了能力要平均值嗎？（庫雷雷亞）

2020年
- 奇幻☆怪盜？（二年級女學生）
- 異種族風俗娘評鑑指南（朝帳篷）
- 攀岩！ -Climbing Girls-（小孩A）

2021年
- 只有我能進入的隱藏迷宮（蕾拉）
- 魔卡派對（克拉奇[7]）

2022年
- SHINE POST（女友、觀眾）

2023年
- 妖幻三重奏（女子）
- 聖者無雙～上班族的異世界生存之道～（冒險者）
- 星靈感應（小之星海果[8]）

2024年
- 夢想成為魔法少女（小孩A）
- 極速星舞（日向光莉[9]）

### OVA
- Ciao 2015年11月號附錄《12歲。～Boyfriend～age3》（2015年，女子）

### 遊戲
2016年
- 幻獸姬（小閻魔、守鶴）
- 魔眼凝望2（雷普斯）[10]
- 聖劍使學園（風祭花）
- 燃燒奧德賽（奧莉薇亞）

2017年
- 死印（柏木愛）
- 八月的棒球甜心（椎名由香里）[11]
- 麻雀 鬥牌競技場（ジャッコ）
- 御靈錄Otogi（因幡的白兔）
- 幻獸契約Cryptract（朝霧）

2018年
- 交鋒聯盟（沙瓦·德·蓮）
- 魔物娘☆後宮（阿妮亞）

2019年
- 鳥籠廢鐵進行曲（莫切[12]）
- 神玉亂鬥（蒸氣裝甲的安奴）
- 動物朋友3（澳洲袋獾[13]）

2020年
- 怪物彈珠（2020年 - 2025年 不知火緋娜塔、伏羲）

### 舞台
- office HOMME 「鯨魚之歌」（2014年5月26日～6月1日，Geki 地下liberty） - 一葉役
- 劇團「ShowGEKI」「飛翔教室」（2014年11月19～24日，全勞濟會館／SPACE ZERO）
- 飾演「新八犬傳」(2015年2月26～28日，全勞濟會館／SPACE ZERO） - 飾演 沼田唯
- 劇團「神保町界隈」「星星誕生 神男子始動」（2015年10月7日〜11日，Theatres BONBON）- 飾演 桃

### 音樂CD
- 電視動畫「人馬小姐不迷茫」片頭曲（Purely Monster名義，2017年8月2日）
- （Purely Monster名義，2018年5月30日）

### 其他
- AT-X「新春GIRLS☆演藝」出演（2016年1月放送）
- WebCM「渡邊高等學院」旁白
- CM「東進高中」演出
- WEB「Fuu Fuu Girls 模特兒日曆」演出

## 外部連結
- 事務所官方簡歷 （页面存档备份，存于）（日語）
- 船戶百合繪的X（前Twitter）（日語）